# Dünengebiet bei Trassenheide
Dünengebiet bei Trassenheide este o arie protejată (arie specială de conservare — SAC, sit de importanță comunitară — SCI) din Germania întinsă pe o suprafață de 318 ha, integral pe uscat.

## Localizare
Centrul sitului Dünengebiet bei Trassenheide este situat la coordonatele 54°06′14″N 13°51′23″E / 54.1039°N 13.8564°E.

## Înființare
Situl Dünengebiet bei Trassenheide a fost declarat sit de importanță comunitară în aprilie 2004 pentru a proteja un număr necunoscut de specii din flora spontană și fauna sălbatică aflate în arealul zonei. Situl a fost protejat și ca arie specială de conservare în august 2016.

## Biodiversitate
Situată în ecoregiunea continentală, aria protejată conține 3 habitate naturale: Dune de coastă fixe cu vegetație erbacee („dune gri”), Dune împădurite din regiunile atlantică, continentală și boreală, Depresiuni intradunale umede.
La baza desemnării sitului se află un număr nedeclarat de specii protejate: